# Galdhøpiggen
El Galdhøpiggen (literalment: Pic Galdhø) és la muntanya més alta dels Alps Escandinaus, de Noruega i de l'Europa del Nord. Fa 2469 metres i té una prominència de 2.372 metres. També és el punt culminant de la serra de Jotunheimen, i administrativament es troba al municipi de Lom, al comtat d'Oppland.

## Història
El Galdhøpiggen pertany geològicament, com la majoria de les serralades del sud de Noruega, a l'orogènesi caledoniana. El pic és de gabre que es troba en gran part de la serra de Jotunheimen. Durant l'edat de gel hi havia molt glaceres i va obtenir la seva forma actual. Hi ha una teoria que diu que els cims més alts de Noruega es van mantenir per sobre del gel com nunataks, però ha estat abandonada per la majoria dels geòlegs, ja que, malgrat que s'ajusta bé amb l'actual flora de la zona, no encaixa amb els coneixements actuals del gruix del gel i els resultats de la glaciació.
Durant molts anys, els geòlegs no van saber que era el cim més alt de Noruega. L'honor era concedit al Snøhetta (2.286 metres), muntanya molt més visible i majestuosa, punt culminant de la serra de Dovrefjell. Així doncs, com que no es considerava la muntanya més alta, ningú va ascendir-hi fins al 1850, a diferència del Snøhetta, cim ja esclat el 1798 com a part d'un viatge científic a la zona.
El 1844 però, el geòleg i alpinista Baltazar Mathias Keilhau va fer dos intents fallits d'arribar al cim. En un d'ells va arribar a un cim proper, que més tard va ser nomenat Keilhaus Topp, (a 2.355 msnm, a tocar del Galdhøpiggen), però el mal temps el va obligar a tornar. Finalment, l'any 1850 tres homes de Lom van arribar al cim; Steinar Sulheim, el mestre del poble d'Arnesen i el director de l'església.
Anys després però, el Galdhøpiggen va tornar a estar desafiat pel títol de muntanya més alta de Noruega pel Glittertind, ja que alguns mesuraments van mostrar que el Glittertind va ser lleugerament superior a causa de la glacera al capdamunt del cim. Aquesta glacera però, s'ha reduït en els darrers anys, i avui el Glittertind només fa 2.464 m fins i tot incloent la glacera. Per tant, la disputa s'ha resolt a favor del Galdhøpiggen.

### Etimologia
Galdhøpiggen (Pronunciació en noruec [ˈɡɑldhøːˌpɪgən] ) significa "el pic (piggen) de la muntanya Galdhø." El primer element en el nom de la muntanya és Galdø "Carretera de muntanya", l'últim element és hø "Gran i arrodonida muntanya". Una vella carretera entre Gudbrandsdalen i Sogn passa per sota de la muntanya.

## Geografia

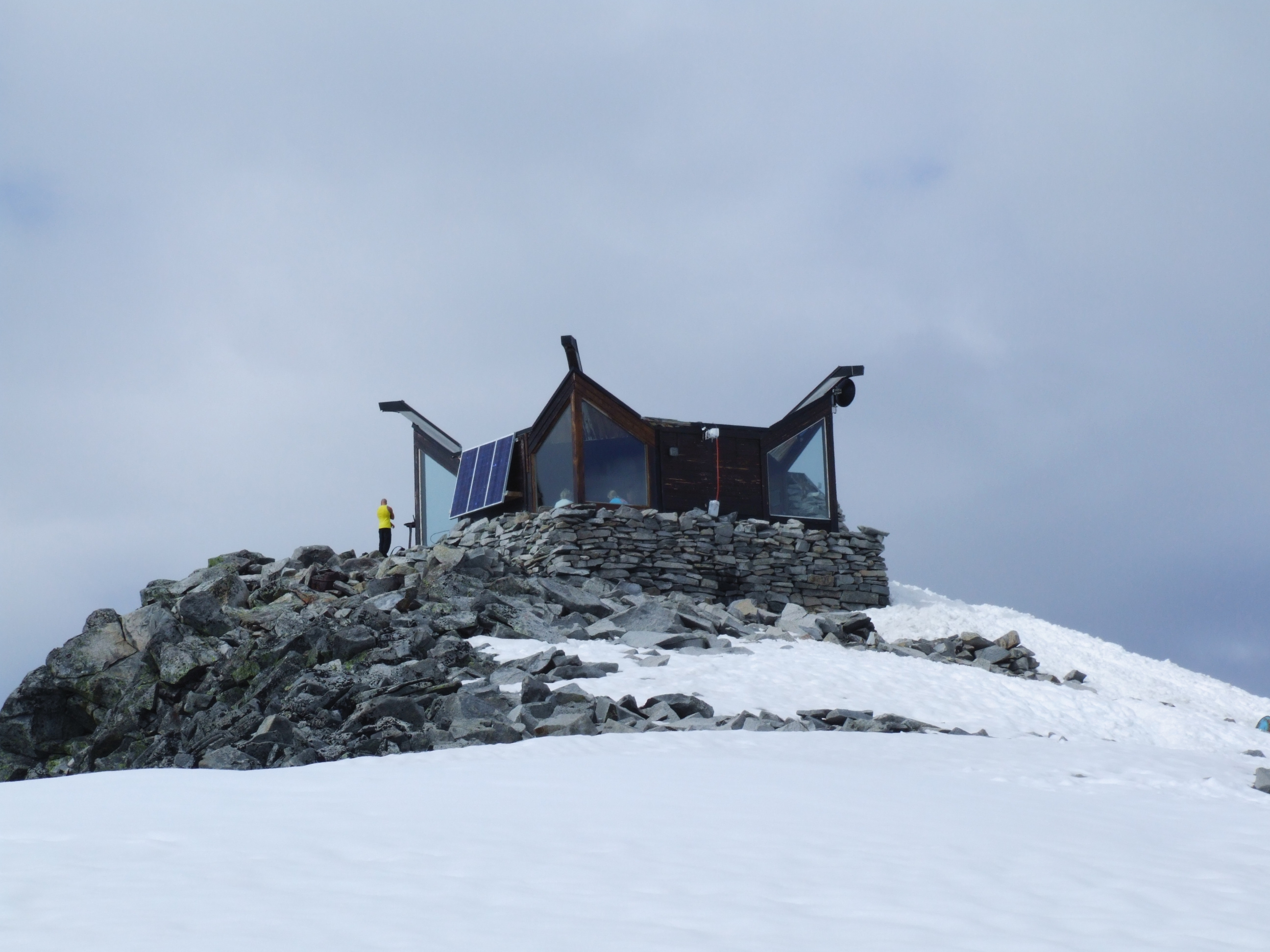
Cabana refugi al cim de Galdhøpiggen

Al cim de la muntanya hi ha una petita cabana. En alguns dies d'estiu, sobretot si fa bon temps, s'hi venen refrescos, barres de xocolata, postals i altres articles. Antigament Corrues Noruega tenia una petita oficina de correus aquí, sent la més alta del nord d'Europa.
Galdhøpiggen a més de ser el cim més alt del nord d'Europa té el rècord de ser el límit més alt on es troben les plantes Ranunculus glacialis (2370 m) i Saxifraga oppositifolia (2350 m), que sobreviuen a les condicions climatològiques extremadament dures.
En els dies assolellats de l'última part de juliol i agost, el cim és visitat per centenars de persones.

## Ascensió al cim

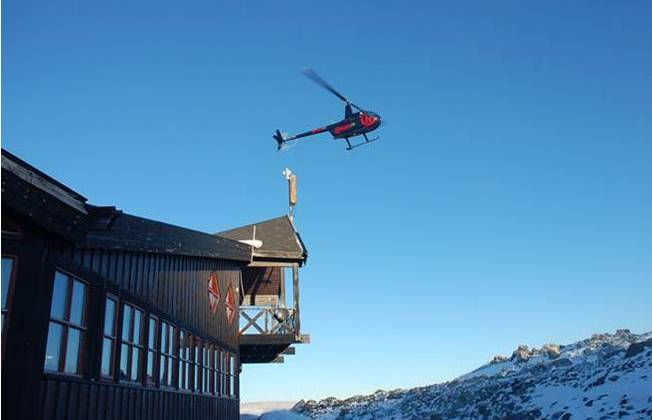
Helicòpter sortint de l'estació de Juvasshyta.

L'accés al capdamunt del Galdhøpiggen no és especialment difícil: des de l'estació de muntanya Juvasshytta (1850 msnm del mar, a 5 km del cim) es triga unes tres hores (incloent prop de 45 minuts per preparar-se per creuar la glacera Styggebreen), una hora a la part superior i al voltant de dues hores de camí. Alguns dies a l'estiu, uns pocs centenars de persones arriben al cim de cada dia. Es necessiten guies per creuar la glacera, però estan disponibles tots els matins d'estiu.
També es pot accedit al Galdhøpiggen des de la granja Spiterstulen a Visdalen, amb una pujada tècnicament molt fàcil, però encara una mica extenuant de 1.300 m -. Són quatre hores de caminada. Des de Spiterstulen però, els caminants no han de creuar la glacera Styggebreen i, per tant, no cal un guia. La ruta inclou tres cims des de Spiterstulen: Svellnose, Keilhaus Topp i la mateixa cimera. Durant la temporada principal les excursions guiades portaren al cim de Spiterstulen a través de la caiguda de gel blau molt conegut com a Svellnosbreen.
A Juvasshytta hi ha una estació d'esquí alpí amb ascensor a una glacera, amb la part superior a 2.200 msnm, la més alta dels països escandinaus. El camí des d'allí cap al Galdhøpiggen està obert tot l'estiu.